# Cantonul Gémozac
Cantonul Gémozac este un canton din arondismentul Saintes, departamentul Charente-Maritime, regiunea Poitou-Charentes, Franța.

## Comune
| Comune                     | Populație (1999) | Cod poștal | Cod INSEE |
| -------------------------- | ---------------- | ---------- | --------- |
| Berneuil                   | 926              | 17460      | 17044     |
| Cravans                    | 677              | 17260      | 17133     |
| Gémozac                    | 2.527            | 17260      | 17172     |
| Jazennes                   | 460              | 17260      | 17196     |
| Meursac                    | 1.100            | 17120      | 17232     |
| Montpellier-de-Médillan    | 607              | 17260      | 17244     |
| Rétaud                     | 908              | 17460      | 17296     |
| Rioux                      | 876              | 17460      | 17298     |
| Saint-André-de-Lidon       | 888              | 17260      | 17310     |
| Saint-Quantin-de-Rançanne  | 264              | 17800      | 17388     |
| Saint-Simon-de-Pellouaille | 462              | 17260      | 17404     |
| Tanzac                     | 256              | 17260      | 17438     |
| Tesson                     | 966              | 17460      | 17441     |
| Thaims                     | 312              | 17120      | 17442     |
| Villars-en-Pons            | 532              | 17260      | 17469     |
| Virollet                   | 256              | 17260      | 17479     |